# Future (Piet Veerman)
Future is een muziekalbum van Piet Veerman uit 1991. Het album stond acht weken in de Album Top 100 met nummer 28 als hoogste notering. Van het album verscheen het nummer Lament op een single. Het afsluitende nummer is Vaya con Dios, een klassieker van Veerman uit zijn tijd met The Cats.

## Nummers
| Nummer | Naam             | Duur |
| ------ | ---------------- | ---- |
| 1.     | Beyond all time  | 5:28 |
| 2.     | Mexican girl     | 3:43 |
| 3.     | Hélène           | 3:37 |
| 4.     | Soledad          | 4:16 |
| 5.     | 10,000 miles     | 3:42 |
| 6.     | Lament           | 3:29 |
| 7.     | Boy from nowhere | 3:56 |
| 8.     | Fight alone      | 4:12 |
| 9.     | Hands of time    | 3:41 |
| 10.    | Vaya con Dios    | 3:50 |